# Calle 34 (estación)
La estación sencilla Temporal Calle 34 hace parte del sistema de transporte masivo de Bogotá llamado TransMilenio, el cual fue inaugurado en el año 2000. 
La estructura original de la estación estuvo en funcionamiento hasta el 20 de junio de 2025, fecha en la que fue cerrada para llevar a cabo su demolición completa para iniciar las labores de construcción de una nueva estación, debido al paso del viaducto de la primera línea del metro de Bogotá. Sin embargo, los servicios fueron trasladados a una estructura temporal con el fin de reducir la afectación a los usuarios.

## Ubicación
La estación está ubicada en el nororiente de la ciudad, específicamente en la Avenida Caracas entre la Av.Calle 32 y la Av.Calle 34.
Atiende la demanda de los barrios Teusaquillo, Samper y sus alrededores.
En las cercanías están la sede de Profamilia, el Teatro Metro, la Parroquia Santa Ana y el Ministerio de la Salud y Protección Social.

## Origen del nombre
Antiguamente, la estación recibía el nombre «Profamilia» debido a la sede de la asociación que lleva el mismo nombre, que está cercana a metros de la estación. Sin embargo, en el año 2019 se cambió el nombre a «Calle 34» por la calle que se encuentra al costado norte de la misma. Luego, en el marco del plan que tiene la empresa TransMilenio para buscar aliados comerciales, al nombre de la estación se le añadió el texto «Fondo Nacional de Garantías».

## Historia
En el año 2000 fue inaugurada la fase I del sistema TransMilenio, desde el Portal 80, hasta la estación Tercer Milenio, incluyendo la estación Calle 34 - Fondo Nacional de Garantías.

### Cierre temporal
En mayo de 2025 se anunció que la estación Calle 34 sería cerrada en su totalidad para ser demolida y así dar inicio a las obras correspondientes a la cimentación y construcción del viaducto de la línea 1 del Metro de Bogotá sobre el mismo corredor. Sin embargo, teniendo en cuenta que la estación Calle 26, la siguiente hacia el sur, aún se encontraba en construcción, se tomó la decisión de construir de una estructura temporal entre las calles 31 y 32 para que así se puedan realizar las obras de demolición de la estación Calle 34 y mantener al mismo tiempo en funcionamiento los servicios que funcionan en la estación Calle 34.

## Servicios de la estación

### Servicios troncales
| Tipo                                                                        | Rutas al Norte | Rutas al Sur |
| --------------------------------------------------------------------------- | -------------- | ------------ |
| Ruta fácil                                                                  | 6              | 6            |
| Expresos todos los días todo el día                                         | B18            | L18          |
| Expresos lunes a sábado todo el día                                         | C19 D20        | F19 H20      |
| Expresos lunes a sábado todo el día (temporal por cierre estación Calle 26) | B23            | K23          |
| Expresos lunes a viernes horas pico de la mañana y de la tarde              | B27            | H27          |
| Expresos lunes a viernes hora pico de la mañana                             | A61            |              |
| Expresos lunes a viernes hora pico de la tarde                              |                | F61          |

### Esquema
| ← Norte  |                    |                    |          |
| Calle 32 | B18B23B27          | 6A61C19D20         | Calle 31 |
|          | Vagón 2 (temporal) | Vagón 1 (temporal) |          |
| Calle 32 | H20H27L18          | 6F19F61K23         | Calle 31 |
| Sur →    |                    |                    |          |

### Servicios urbanos
Así mismo funcionan las siguientes rutas urbanas del SITP en los costados externos a la estación, circulando por los carriles de tráfico mixto sobre la Avenida Caracas, con posibilidad de trasbordo usando la tarjeta TuLlave:
| Código | Sector                | Dirección                  | Rutas                                   |
| ------ | --------------------- | -------------------------- | --------------------------------------- |
| 872A00 | A Av. Caracas - CL 32 | Av. Caracas - CL 32        | 18-3 359                                |
| 092A00 | A Barrio Teusaquillo  | Av. Calle 34 - Av. Caracas | A405A642 56A 544A 579 593 688 787A 796A |

## Ubicación geográfica
| Noroeste: Teusaquillo     | Norte: A Calle 45 | Nordeste: Chapinero |
| Oeste: E Avenida Eldorado |                   | Este: Chapinero     |
| Suroeste: Teusaquillo     | Sur: A Calle 26   | Sureste: Chapinero  |